# Steubenville
Steubenville est une ville dans le comté de Jefferson dans l'État de l'Ohio qui borde la rivière Ohio. Peuplée de 18000 habitants, elle est le chef-lieu du comté de Jefferson.

## Histoire
Un premier fort, nommé Fort Steuben en l’honneur de Friedrich Wilhelm von Steuben, officier prussien ayant aidé les Insurgés américains lors de la guerre d'indépendance américaine.
Une petite bourgade se crée autour, nommée La Belle, et rebaptisée Steubenville lorsque le siège du comté y est établi.

## Faits divers
La ville est subitement devenue célèbre à la suite du viol collectif d’une adolescente ivre par d’autres adolescents, qui l’ont traînée de soirée en soirée dans la nuit du 11 août 2012. Les viols ont été photographiés et filmés, puis diffusés sur Internet. Cette affaire a causé toute une série de scandales judiciaires, et les Anonymous sont intervenus contre la municipalité, accusée de vouloir étouffer l’affaire,
Un des violeurs reconnus dans cette affaire, Ma'Lik Richomond, sort de prison 16 mois après le début de son incarcération.
L'un des hacktivistes Anonymous, Deric Lostutter, qui a divulgué les éléments de preuves qui ont conduit à l'arrestation de deux des violeurs de Steubenville, risque jusqu'à 10 ans de prison.

## Éducation
- Université franciscaine de Steubenville, fondée en 1946

## Personnalités
- Edwin M. Stanton
- John Scarne
- Dean Martin
- Richard Hague
- Jimmy Snyder
- Sylvia Crawley
- Traci Lords
- Scott Hahn

## Évêché
- Diocèse de Steubenville
- Liste des évêques de Steubenville
- Cathédrale du Saint-Nom de Steubenville